# Fulvetta à poitrine dorée
Lioparus chrysotis
Genre
Espèce
Statut de conservation UICN

 LC  : Préoccupation mineure
La Fulvetta à poitrine dorée (Lioparus chrysotis), aussi appelé Liopare à poitrine dorée ou Alcippe à poitrine dorée, est une espèce de passereaux de la famille des Paradoxornithidae, l'unique représentant du genre Lioparus.

## Répartition
Son aire s'étend à travers l'est de l'Himalaya et le centre/sud de la Chine.

## Sous-espèces
D'après Alan P. Peterson, il existe six sous-espèces :
- Lioparus chrysotis albilineata Koelz, 1954 — Inde du Nord-Est
- Lioparus chrysotis amoena (Mayr, 1941) — sud de la Chine et nord-ouest du Viêt Nam
- Lioparus chrysotis chrysotis (Blyth, 1845) — centre/est de l'Himalaya
- Lioparus chrysotis forresti (Rothschild, 1926) — Yunnan et nordest de la Birmanie
- Lioparus chrysotis robsoni (Eames, 2002) — mont Ngoc Linh Ngoc Linh (en)
- Lioparus chrysotis swinhoii (Verreaux, 1870) — sud de la Chine